# ジョニー・トンプソン
“サイクロン”ジョニー・トンプソン（"Cyclone" Johnny Thompson、1876年6月20日 - 1951年5月28日）は、アメリカ合衆国イリノイ州出身の元プロボクサー。元世界ミドル級チャンピオン。

## 略歴
デンマーク系。長く王座挑戦の機会に恵まれず、1911年2月、ビリー・パプケに20回判定勝ちしてタイトルを獲得したのは34歳という、遅咲きの王者だった。結局この王座は一度も防衛することなく返上した。

## 通算戦績
84勝（47KO）24敗20引分け11無判定（判明分のみ）